# Luisia hancockii
Luisia hancockii är en orkidéart som beskrevs av Robert Allen Rolfe. Luisia hancockii ingår i släktet Luisia och familjen orkidéer. Inga underarter finns listade i Catalogue of Life.